# Schilling-Test
Mit dem Schilling-Test (nach dem 1953 geborenen Robert F. Schilling benannt) kann die Aufnahme von Vitamin B12 im Dünndarm bestimmt werden.

## Durchführung
Der Patient wird gebeten, die Harnblase zu entleeren. Mit Beginn des Versuches beginnt die 24-stündige Sammlung des Urins.
Dem Patienten wird 1 µg durch 57Co oder 58Co radioaktiv markiertes Vitamin B12 oral verabreicht. Das markierte Vitamin B12 wird normalerweise im Dünndarm in das Blut aufgenommen. Eine Stunde nach der oralen Gabe des markierten Vitamins werden dem Patienten 1000 µg nicht markiertes Vitamin B12 intramuskulär injiziert. Dadurch wird das markierte Vitamin von den Bindungsproteinen verdrängt, eine Ablagerung in der Leber verhindert und die Ausscheidung über den Harn provoziert. Dann wird die vorhandene Menge an radioaktivem Vitamin B12 im gesammelten Urin gemessen. Wichtig bei der Durchführung ist das Absetzen aller Medikamente, die die Aufnahme von Vitamin B12 beeinträchtigen können. Ein ausreichender Abstand zu anderen Untersuchungen mit radioaktiv markierten Isotopen muss gewährleistet sein. Jodhaltige Kontrastmittel können die Strahlung von 57Co vermindern.

## Beurteilung
- Bei einem gesunden Patienten werden zwischen 10 und 40 % radioaktiv markiertes Vitamin B12 ausgeschieden.
- Bei Fehlen des intrinsischen Faktors, der zur Aufnahme von Vitamin B12 benötigt wird, ist der Anteil des im Harn ausgeschiedenen 57Co markierten Vitamins B12 verringert, da ein Großteil über den Stuhl ausgeschieden wird. In diesem Fall kann der Test nach einigen Tagen mit Zugabe von intrinsischem Faktor wiederholt werden.
- Wenn die Funktionsfähigkeit des Dünndarms beeinträchtigt ist (Malabsorption), ist die Fraktion ebenfalls vermindert. Ein erneuter Test mit intrinsischem Faktor zeigt kein anderes Ergebnis.
- Auch eine Überwucherung des Dünndarms mit Bakterien kann zu einer Verminderung der Fraktion führen, da auch verschiedene Bakterien Vitamin B12 aufnehmen können.
- Eine Niereninsuffizienz kann die Ausscheidung von Vitamin B12 verzögern.

## Bedeutung
Der Schilling-Test ist im klinischen Alltag heute praktisch obsolet. Er wurde von dem Nachweis von Autoantikörpern gegen Intrinsic Factor und Belegzellen verdrängt, welcher einfacher durchführbar ist und ohne Strahlenbelastung auskommt. Diese Antikörper-Tests weisen jedoch nur eine perniziöse Anämie nach, Vitamin B12-Resorptionsstörungen anderer Ursache werden nicht erfasst.